# 宮田スマートインターチェンジ
宮田スマートインターチェンジ（みやたスマートインターチェンジ）は、福岡県宮若市下有木の九州自動車道にあるスマートインターチェンジである。

## 概要
山口方面への入口、山口方面からの出口のみのハーフインターチェンジであり、西日本高速道路株式会社管内では初めての高速道路本線直結型スマートインターチェンジである。付近に林立する工場からの利用を想定し、ETC搭載の全車種が利用可能となっており、従来のスマートインターチェンジでは通行不能であったけん引車（ただし、車長12m以内）も利用可能である。上下線ともに、誤侵入車用の退出路および復帰路が設置されている。
周辺には多くの工業団地があり、トヨタ自動車九州宮田工場等の自動車関連工場や、コンクリート製品、化学製品等多分野にわたる工場立地が進んでいる。このため、当ICの建設前は最寄の若宮ICに至るまでの幹線道路に多くの大型車が混入して慢性的な渋滞が発生し、沿道環境の悪化や交通安全上の問題が生じていた。特に、トヨタ自動車九州宮田工場では自動車関連部品の主な流通相手である北九州方面への需要が大きく、物流の効率性向上を図り前述の問題を解決するため、同工場付近へのハーフインターチェンジ設置が計画された。
当IC建設に伴い九州自動車道と並行する福岡県道9号室木下有木若宮線はバイパス道路に切り替えられ、旧道の一部は廃道となった。

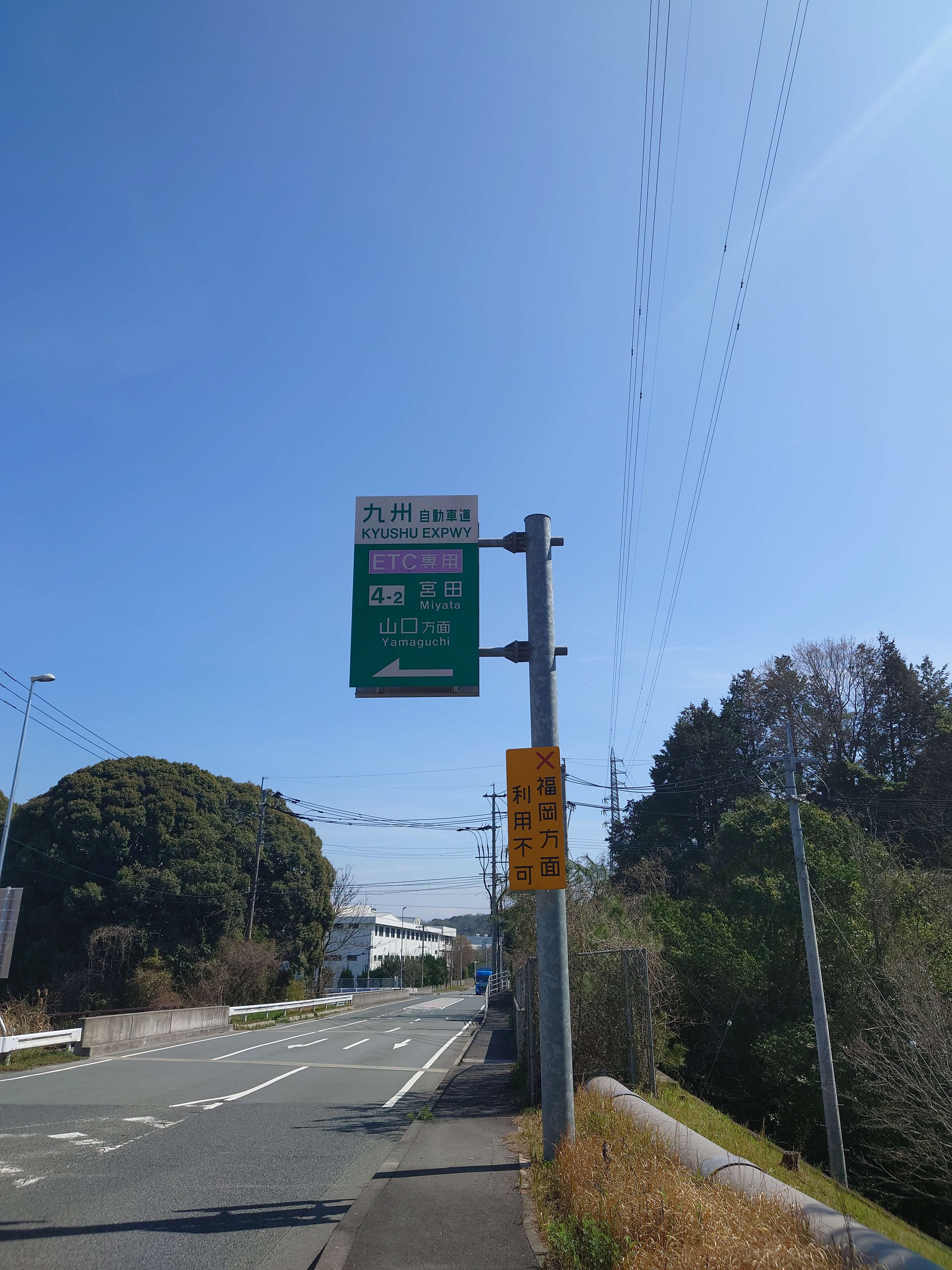
宮田スマートICへの入り口を示す標識ETC専用であることと同時に福岡方面へは利用不可能であると示している。2023年3月撮影。

## 歴史
- 2009年（平成21年）6月30日 : 国土交通大臣より設置申請が許可。
- 2011年（平成23年）3月26日 : 同日15時より供用開始[1]。

## 周辺
産業
- トヨタ自動車九州 宮田工場
- 宮田団地
- 飯之倉工業団地
- 咲原工業団地
- 四郎丸工業団地
- 壱丁田工業団地
- 万ノ浦工業団地
- 磯光工業団地

公共施設
- 有木公園
- 宮若市役所若宮総合支所（旧・若宮町役場）
- 宮若市役所
- 所田温泉（宮若市社会福祉センター）
- 宮若市石炭記念館

史跡・文化財
- 霊験寺（釘抜地蔵尊）
- 若宮八幡宮

自然
- 新立山（権現山）
- 犬鳴川

## 接続する道路
- 直接接続
  - 宮若市道壱町田・大谷線
- 間接接続
  - 福岡県道9号室木下有木若宮線
  - 福岡県道463号芹田石丸線
  - 福岡県道87号岡垣宮田線

## 料金所
- 入口（山口方面・上り線） : 1
- 出口（福岡方面・下り線） : 1

## 隣
E3 九州自動車道
(4)八幡IC/BS - 直方PA（上り線のみ） -  (4-1)鞍手IC - 鞍手PA（下り線のみ） - (4-2)宮田スマートIC - (5)若宮IC/BS